# Aleksandr Krusser
Aleksandr Krusser (în rusă Александр Круссер; n. 1 septembrie 1893, Sculeni, Imperiul Rus – d. 10 iunie 1919, Polohî, RSS Ucraineană, URSS) a fost un revoluționar basarabean și militant rus, participant la Războiul Civil Rus.

## Biografie
S-a născut în târgul Sculeni (acum sat din raionul Ungheni, Republica Moldova) din județul Bălți, gubernia Basarabia (Imperiul Rus), în familia nobilului Semion Krusser.
A participat la activitățile subversive încă ca elev de gimnaziu. În anii 1912-1916 a studiat la Institutul Energetic din Petrograd, unde în 1913 a aderat la Partidul Socialist Democrat al Muncii (PSDM), de facto bolșevic. Începând cu 1916 a fost mobilizat în armată, în august acelaș an, s-a înscris la a 2-a companie a Școlii 2 de infanteriști „Peterhof”. În decembrie 1916, pentru participare la activități revoluționare, fiind în calitate de subofițer a fost expulzat de la școală și repartizat în Regimentul 3 de infanterie de rezervă din Peterhof.
În 1917, devine propagandist al comitetului din Petrograd al PSDM, membru al comitetului PSDM și al comitetului revoluționar al frontului românesc. În același an, Lenin, în discursul său la o ședință a fabricii Putilov din 12 mai, a menționat arestarea subofițerului Krusser după discursul său la un miting în armata dislocată în Sculeni.
În martie 1918 a devenit comisar pentru inspectorul de artilerie al Armatei a 8-a. Din aprilie 1918, comandant al celei de-a 4-a armate roșii, apoi, comandant asistent și ulterior, comandant al armatei Donetsk. În septembrie-octombrie 1918, a slujit în organul Ceka din Voronej, din noiembrie 1918, a fost șef al departamentului de control militar al cartierului general al Armatei a 10-a roșii.
În 1919 a devenit secretar al Comitetului NKVD din Ucraina, membru al Tribunalului Revoluționar Suprem al RSS Ucrainene, Comisar al Afacerilor Interne al efemerei RSS Basarabene, apoi Comisar al Poporului pentru Afaceri Militare al RSS Basarabene, al cărui guvern provizoriu a fost format la Odesa.
La 8 iunie 1919, după demiterea lui Nestor Mahno, comandamentul celei de-a treia brigade de puști „Zadneprovskaia” a fost repartizată combatantului-șef Krusser. La 9 iunie, el a emis un ordin privind investirea sa în funcția de comandant de brigadă. A murit în aceeași noapte, între 9 și 10 iunie, în stația Pologi din gubernia Taurida, după ce trenul său blindat a fost atacat cu mitraliere.